# Noriko Mochida
Noriko Mochida (10 de agosto de 1966) es una deportista japonesa que compitió en judo. Ganó una medalla de bronce en el Campeonato Mundial de Judo de 1987 en la categoría de –61 kg.

## Palmarés internacional
| Campeonato Mundial | Campeonato Mundial | Campeonato Mundial | Campeonato Mundial |
| Año                | Lugar              | Medalla            | Categoría          |
| ------------------ | ------------------ | ------------------ | ------------------ |
| 1987               | Essen (RFA)        | Medalla de bronce  | –61 kg             |